# رزا گر
رُزا گُر (انگلیسی: Rosa Gore؛ ۱۵ سپتامبر ۱۸۶۶ – ۴ فوریه ۱۹۴۱) بود.
از فیلم‌هایی که وی در آن‌ها نقش داشته‌است، می‌توان به پرونده قتل لورل-هاردی، هفت شانس و هارد اومبره اشاره نمود.